# Nim Chimpsky
Nim Chimpsky (19 de novembre de 1973 – 10 de març de 2000) fou un ximpanzé i el tema d'un estudi extens de l'adquisició del llenguatge en animals a la Universitat de Colúmbia. El projecte va ser dirigit per Herbert S. Terrace i el psicolingüista Thomas Bever hi va encapçalar l'anàlisi lingüística. El nom del ximpanzé és un joc de paraules que fa referència al lingüista Noam Chomsky, qui afirma que els éssers humans són geneticament predestinats per desenvolupar la facultat lingüística. Encara que normalment va ser anomenat Nim Chimpsky, el seu nom era Neam Chimpsky.
A partir de l'edat de dues setmanes, Nim va ser criat per una família humana en un entorn domiciliari com a part d'un estudi per investigar les idees de Chomsky pel que fa a la particularitat del llenguatge dels éssers humans. El projecte era similar a un estudi anterior que van portar a terme R. Allen i Beatrix Gardner. En aquell experiment, un altre ximpanzé, Washoe, va ser criat com un nen humà. Després de revisar els resultats, Terrace va concloure que Nim imitava símbols de la llengua de signes americana dels seus mestres per tal d'aconseguir una recompensa però no va entendre la llengua ni podia crear frases. Simplement, va fer servir patrons aleatoris fins a rebre una recompensa.